# Ceresium australe
Ceresium australe är en skalbaggsart som beskrevs av Carter 1932. Ceresium australe ingår i släktet Ceresium och familjen långhorningar. Inga underarter finns listade i Catalogue of Life.